# بريزولة
بَرِيزَوْلة لحم بقري مملح مجفف بالهواء (ولكن يمكن صنعه أيضًا من لحم الخيل ولحم الغزال ولحم الخنزير ) الذي مضى عليه شهرين أو ثلاثة أشهر حتى يصبح قاسيًا ويتحول إلى اللون الأحمر الداكن والأرجواني تقريبًا. وهي رقيقة وطرية، ورائحتها حلوة. نشأت في فلتلينة في وادي جبال الألب في منطقة لمبردية شمال إيطالية.

## انطر أيضًا
- بِلتُنغ
- بسطرمة